# أركانجلسكويي (ستافروبول كراي)
أركانجلسكويي (بالروسية: Архангельское) هي مدينة في مقاطعة ستافروبول كراي في روسيا.